# Македония (1907)
Вижте пояснителната страница за други значения на Македония.
„Македония“ е български революционен вестник, излизал в Щип, Османската империя в 1907 година.
Печатан е на хектограф. Редактор на вестника е деецът на Вътрешната македоно-одринска революционна организация Петко Пенчев.